# 이순행
이순행(李順行, ?~?)은 신라의 장군이다.

## 생애
장보고(張保皐)의 부장인 그는 장보고의 명에 따라 정년(鄭年) 등과 함께 청해진의 군대 5,000명을 이끌고  철야현(鐵冶縣)에서 김민주(金敏周)가 지휘하는 중앙군과의 전투에서 낙금과 함께 기병 3,000인을 이끌고 돌진해 전투를 승리로 이끌었다. 이후 달구벌(達丘伐)에서의 김흔(金昕)이 지휘하는 민애왕의 군대를 상대로 차례로 승리해 민애왕을 죽인 뒤 김우징이 다음 왕으로 즉위하는 데 공을 세웠다.